# Алсид д'Орбини
Алси́д Шарл Викто́р Мария Десалин д’Орбини́ (на френски: Alcide Charles Victor Marie Dessalines d’Orbigny е френски натуралист – зоолог, палеонтолог, геолог, археолог и антрополог. Ученик на Жорж Кювие.

## Биография
През 1826 – 1833 г. пътешества из Южна Америка. От 1853 г. е професор по палеонтология в Музея по естествена история (Jardin des Plantes) в Париж. Систематик на живата природа. Автор е на наименованията на редица ботанически и зоологически таксони. В ботаническата номенклатура тези названия се допълват от съкращението „A.D.Orb.“, а в зоологическата се допълват със съкращението „d'Orbigny“.